# Карл Фридрих Рап
Карл Фридрих Рапп (1882 – 1962) е германски инженер, основател и притежател на компанията Rapp Motorenwerke GmbH в Мюнхен. След време тази компания прераства в BMW AG. Той е признат от BMW AG за косвен основател на компанията.

## Биография
Рап е роден в град Ехинген, Баден-Вюртемберг, Германия на 24 септември 1882 г. За неговите детски и младежки години е известно много малко, явно самият Рап не е обичал много да си спомня онези времена.
Кариерата си като инженер Карл Рап започва в компанията Züst примерно през 1908 – 1911 години. По-късно работи като технически директор в Daimler-Benz до 1912 г., след което оглавява един от филиалите на Flugwerk Deutschland GmbH.
Компанията Flugwerk Deutschland се занимава с производството и продажбата на самолети, проектирането и изработването на специална техника за летищата. Карл Рап заедно с Йозеф Вирт фактически ръководят производството, при което Рап се специализира в създаването и усъвършенстването на двигателите. Един от неговите двигатели даже е награден на авиосалона в Берлин през 1912 г. Производството обаче не просъществува дълго – акционерите решават да закрият компанията и Карл остава без работа.
На 28 октомври 1913 г. Карл Рап с партньора си Юлиус Ауспитцер изкупуват производствените мощности на закритата Flugwerk Deutschland и основават собствена компания – Karl Rapp Motorenwerke GmbH с уставен капитал 200 000 марки. Единствен акционер е Ауспитцер, а Рап разработва и внедрява нови технологии в областта на самолетите. Рап обаче иска да произвежда и продава двигатели с вътрешно горене не само за самолети, но и за автомобили. Скоро започва Първата световна война и компанията Rapp Motorenwerke получава големи държавни дотации за разработването на нови самолети. Рап вече има определен авторитет в Бавария, въпреки че нито един от неговите прототипи така и не е летял. Военните лица не признават двигателите на Рап и се отказват от тях заради ниската им надеждност, въпреки това обаче властите виждат потенциала на разработките и продължават да отделят солидни дотации за Rapp Motorenwerke. От името на австрийското Министерство на отбраната инженер Франц Йозеф Поп посещава базата на компанията и лично ръководи изпълнението на контракта.
Администрацията на пруската армия поръчва на Rapp Motorenwerke 600 нови двигателя за самолети марка BBE, обаче заради лоша организация компанията проваля поръчката. Рап е принуден да подаде оставката си, като съгласно официалната версия е имал проблеми със здравето. Скоро след това Rapp Motorenwerke се реорганизира, в резултат се появява нова компания – Bayerische Motoren Werke GmbH, всеизвестната BMW. На 4 октомври 1917 г. управлението на новата компания е поето от инж. Франц Йозеф Поп. До началото на Втората световна война компанията продължава да произвежда двигатели ВВЕ, вече под марката BMW IIIa.
След напускането на Rapp Motorenwerke работи до 1923 г. като инженер в завод на компанията L.A. Riedlinger и се посвещава изключително на научни изследвания.
През 1934 г. се премества да живее в Швейцария, където заедно с Огюст Пикар води изследвания на горните слоеве на атмосферата, като притежава малка частна обсерватория в Локарно, която по-късно се превръща в обсерваторията Specola Solare, извършваща наблюдения на слънцето.
Карл Рап умира на 26 май 1962 г. в град Локарно, на възраст 79 години.